# A sivatag szelleme (regény)
A sivatag szelleme Karl May német író ifjúsági kalandregénye, eredeti címén: Der Geist des Llano Estacado. Az indiántörténet Magyarországon 1968-ban jelent meg a Móra Ferenc Könyvkiadó gondozásában.

## Történet
|  | Alább a cselekmény részletei következnek! |

1. Bloody Fox
Texas mélyén Bicegő Frank és Bob összefutottak a Helmer's Home közelében egy fiatalemberrel, akiről megtudták, hogy a családját egykor rablók a sivatagban tévútra vezették, megölték és kifosztották. A kisfiúra vérbe fagyva Helmer talált rá, a gyermek sokáig élet és halál között lebegett, magához térvén, még a nevére sem emlékezett. Ekkor kapta a Bloody Fox (Véres Róka) nevet. Helmer barátságosan fogadta Frankot és Bobot, a később érkező mormon papot, Tobias Burtont viszont nem találta rokonszenvesnek. A farmer beszámolt vendégeinek arról, hogy a Llano Estacadóban négy családnak ismét nyoma veszett, valószínűleg a régi rablóbanda térhetett vissza, és garázdálkodott újra a környéken. Bob határozottan állította, hogy Tobias Burtonban a gazdáját, Medveölőt korábban meglopó férfire ismert.
2. Telitalálat
Újabb vendégek érkeztek a házhoz. Előbb Juggle Fred, a mókás bűvész, kiváló vezető és nyomkereső, akit egy kis társaság szerződtetett, hogy vezesse el őket egészen El Pasóig. A jenki gyémántkereskedők komoly pénzösszeget vittek magukkal, Arizonában szeretnének nagyobb üzletet kötni. A másik vendég egy kötekedő, marcona alak volt, akivel Helmer szópárbajt vívott. Bloody Fox leleplezte a fickót, bebizonyította, hogy az a sivatagi rablók egyik tagja. A nála lévő puska buktatta le a sötét fickót. A fiatalember szabályos párbajt vívott a gonosztevővel, aki nem kerülhette el a sorsát. Az összecsapást kihasználva a mormon megszökött, Véres Róka azonnal a nyomába szegődött.
3. A gyémántkereskedők
Hosszú Davy és Köpcös Jemmy szintén Helmer farmja felé közeledtek, amikor a távolban az égen köröző királykeselyűkre figyeltek fel. Egy halott emberre és egy lótetemre bukkantak. Itt találkoztak hat tapasztalatlan úriemberrel, akik Jemmyéket gyanúsították meg a gyilkossággal. A nyomkereső bebizonyította, hogy nem ők követték el a bűncselekményt, sőt azt állította, hogy egy rablóbanda üldözött két indiánt, akik közül az egyik lőtte le a megtalált  csirkefogót. A másik indián súlyosan sérült lehetett, az ő lovát ölték meg a gazfickók. A nyomolvasás közben öt lovassal találkoztak, akik a prérijárók szerint a banditákhoz tartoztak. A zöldfülű (leendő) gyémántkereskedők azonban szóba elegyedtek velük, és kifecsegték nekik a titkaikat. A ravasz banditák még azt is elhitették velük, hogy a két vadnyugati vadász, valamint Juggle Fred és még Helmer is valójában a fosztogatókhoz tartoznak. A jenkik ellovagoltak, de már nem Helmer tanyájára tartottak, hanem az új „barátaikkal” megbeszélt helyre.
4. Vas Szív
Davy és Jemmy átláttak a szitán, és megleckéztették a gazfickókat, de bizonyítékok hiányában szélnek eresztették őket. Ezután a két jó barát elindult az indiánok után. Amikor egy korábban ezüstbányaként működő területhez értek, akkor már csak az egyik rézbőrűt, egy fiatal komancs harcost találtak életben. Nehezen férkőztek a bizalmába, de végül a fiú elvezette a bánya sziklafolyosójára őket, ahová Tevua-shotte (Tűz Csillag) holttestét rejtette. A fiút Shiba-bignek (Vas Szív) hívták, és a komancsok híres törzsfőnökének fia volt, aki bosszút esküdött édesapja gyilkosai ellen.
5. Egy kém leleplezése
A Helmer farmra egy dragonyostiszti egyenruhát viselő idegen érkezett. Állítása szerint felderítőnek küldtek ki a Sill-erődből, mert a Llanóba készültek benyomulni. A kormányhoz jelentések futottak be a sorozatos bűncselekményekről, amiket az utóbbi idők során a sivatagban elkövettek. Ezek gyors és szigorú megtorlást követeltek, ezért a kormány elhatározta, hogy megsemmisítő csapást mér a bűnözőkre. Az akció kivitelezésére két század dragonyost rendeltek ki, akik nemsokára átfésülik az egész környéket, és megtisztítják a Llanót a gyanús elemektől. Helmer megajándékozta bizalmával a dragonyostisztet, Franknak azonban gyanúsnak tűnt a kapitány. A sivatag szellemének létezésén össze is vitatkoztak, majdnem párbajra került sor. Ekkor azonban felbukkant Old Shatterhand, aki leleplezte az áltisztet. Az álruhás Llano-keselyű nem volt más, mint az a Stewart, aki tegnap embereivel a két komancs indiánt megtámadta és üldözni kezdte, majd összeakaszkodott Jemmyvel és Davyvel. A fickónak sikerült lelépnie, de Old Shatterhandék a nyomába eredtek. A csapat az üldözés közben találkozott Davyvel, Jemmyvel és Vas Szívvel. Old Shatterhand megrendülten vette tudomásul Tűz Csillag halálát. A sivatagban egy bozótosban a banditák földalatti rejtekhelyre bukkantak. Különféle ruhák és fegyverek mellett egy üzenetet is találtak, amelyet Stewart hagyott a társainak: „Gyertek gyorsan a búvóhelyünkre! Vigyázat! Old Shatterhand Helmer házában van.” A nagy vadász a zsákmány egy részével visszalovagolt Helmer's Home-ba. Megígérte, hogy visszajövet hoz magával kellő mennyiségű élelmet és tömlőben ivóvizet is. A Llano felett viharfelhők gyülekeztek.
6. A kísértetek órája
A sivatag szellemének hatalmas lovas alakja jelent meg a horizont vonala fölött. Az öt ember borzongva bámulta a félelmetesen szép látványt. Hamarosan óriási vihar tört ki, a tornádó portakarót zúdított rájuk. A bokrok szerencsére gátat emeltek a futóhomoknak, a bozót előtt kétrőfnyi magasságú homoktorlasz halmozódott fel. Éjfélkor a szellemalak ismét feltűnt a vadászok és Vas Szív csodálkozására. Old Shatterhand visszatérve megkönnyebbülten tapasztalta, hogy a barátai életben maradtak, nem bánt el velük a forgószél. Fred röviden beszámolt az égi lovas kétszeri megjelenéséről. Old Shatterhand állította, hogy természeti tünemény játszott velük, véleménye szerint a levegő bizonyos körülmények közt úgy hat, mint egy tükör. A fénytörés játéka harmadszor is megismétlődött, de most már két lovast láttak: az elsőt, Llano Estacado Szellemét követte a másik. Az üldöző és üldözött mögött újabb lovasok bukkantak fel, mindannyian vadul vágtattak, s valamennyi fordítva, fejjel lefelé látszott. Húsz perces lovaglás után a nagy vadász és csapata megközelítették a - már emberformájú - tusázókat. A sivatag szelleme továbbvágtatott, de az üldözőt, Old Shatterhand lasszóval lerántotta a lováról. Az üldöző csapat meglátva a felbukkanó vadászokat szétszóródott a szélrózsa minden irányába. Az elfogottról kiderült, hogy a dragonyos kapitány az - indiánnak öltözve. Azért üldözte a sivatag szellemét, mert Stewart egyik társát megölte, a golyó a férfi homlokának a közepébe fúródott. Azt is kiderült, hogy a bandita ok nélkül lőtte hasba Tűz Csillagot, a komancs törzs főnökét, aki sebébe belehalt. Vas Szív késpárbajt vívott apja gyilkosával, a kísértetek órája ezzel a véres bosszúval ért véget.
7. A két mexikói
A Togah-folyócska partján négy ember üldögélt: Porter, Blunt, Fraser, jenki vadászok és New Moon (Újhold), akinek a fél arcát egy korábbi baleset csúfította el. A Llanón keresztüli utazásukról beszélgettek, amikor a társalgást két lovas megjelenése zavarta meg. A mexikóiak testvérek voltak: Carlos és Emilio Pellejo, akik azt állították magukról, hogy egy nagy estancia alkalmazottai. Együtt indultak útnak a Rio Pecosig vagy még tovább a Zengő Völgyig (Juav-Kájig). A hegykatlanhoz érve egy tóra bukkantak, itt találkoztak Medveölővel és a fiával. Martin Baumann egy rövid beszélgetés alapján megállapította a két mexikói fickóról, hogy valószínűleg a sivatagi keselyűkhöz tartoznak. Később egy kísérteties jelenségre lettek figyelmesek: „A katlanra és az egész völgyre sötétség borult, hiszen az a kis tábortűz már alig pislogott, de az oszlopos kaktuszok fényben fürödtek. Most aztán igazán olyan volt ez a facsoport, mint egy óriási csillár: minden kinyúló kar végén egy-egy fénypamacs ragyogott, minden ág hegyén egy-egy lángocska égett.” Egy közelből egy mély, de csengő hang a Ko-harta-nátónak, a Nagy Szellem tüzének nevezte a jelenséget. Winnetou, az apacsok törzsfőnöke nevezte meg a szokatlan fényeket, aki Old Shatterhanddel és barátaival készült találkozni. New Moon a tábortűznél elmesélte, hogyan szerezte az arcán lévő sebeket, és azt is, hogy ki lehetett az, aki akkor az életére tört. Később a két mexikói félrehúzódott kaktuszgyümölcsöt szedni, de Winnetou-nak gyanús lett a két fickó, kikémlelte, mit terveznek.
8. A Zengő Völgy hangja
Éjszaka közepén egy újabb természeti jelenség zavarta a meg a csapat álmát. Csodaszép hangáradatot hallottak a völgyben, még a két durva lelkű mexikóit is furcsa áhítat fogta el. Egy fénygömb is feltűnt az égen, ami Winnetou szerint Ku-begaj volt, szerinte egy tűzgolyó érte el a földet, a Nagy Manitou dobta le az égről. Az apacs elindult megkeresni a csillagdarabot a tó vizében. Valójában egy indiánt vett észre, aki a bokrok mögött lapult és hallgatózott. Winnetou elfogta az ifjú komancsot, aki húsz harcossal a közelben táborozott, és felderítő úton járt. Majd megbeszélte vele a kialakult helyzetet, biztosította róla, hogy nem ellenségei egymásnak. Az indiánok megérkezte után azt tervezték, hogy elszívják valamennyien a békepipát. A komancs harcosok azonban két ellenségüket fedezték fel a táborban, a két mexikóit, azok megérezték a veszedelmet, és villámgyorsan elillantak. Az apacs főnök azt javasolta, hogy pirkadatkor hagyják el a Zengő Völgyet, és azután indítsanak hajtóvadászatot a Llano Estacado kétlábú ragadozói ellen.
9. Lehull az álarc
A sivatag közepén lévő kevesek által ismert tó partján, közvetlenül a víz mellett álló házikóban egy néger anyóka énekelt. Sanna mama Bloody Foxszal együtt élt a sivatag szellemének rejtekhelyén. A Véres Róka sápadtan és fáradtan érkezett haza, nehéz út állt mögötte. A fiatalember kis pihenő és falatozás után újra útnak indult, a német bevándorlókon akart segíteni, akiket a keselyűk tévútra vezettek, becsalták őket a Llano mélyébe. Lőszerrel, puskaporral, élelemmel bőven felszerelkezve és nyolc vízzel töltött nagy bőrtömlővel indult útnak. Öt pihent lóval szállította a segélyszállítmányt. Ugyanennek a napnak a déli órájában erős lovascsapat nyargalt a két Pellejo testvér nyomait követve a Llano Estacadón keresztül. Elöl Winnetou lovagolt a komancs főnökkel, mögöttük Medveölő a fiával, Martinnal, a harmadik sorban New Moon haladt Porterrel, Blunttel és Fraserrel, a csapatot a komancsok harcosai zárták. Rábukkantak az öt lóból álló tropa nyomára is, kikövetkeztették, hogy valaki a bajbajutott kivándorlók karavánján akart segíteni. 
|  | Itt a vége a cselekmény részletezésének! |

## Szereplők
- Bloody Fox (Véres Róka)
- Bicegő Frank
- Köpcös Jemmy
- Hosszú Davy
- Old Shatterhand
- Winnetou
- Mr. Helmer
- Bűvész Fred (Juggle Fred)
- Vas Szív (Shiba-big), komancs harcos
- Tobias Burton, misszionárius (Weller, a tolvaj)
- Stewart, bandita
- Herkules (fekete szolga)
- Bob (néger)
- Porter, Blunt, Fraser, jenki vadászok
- New Moon (Újhold)
- a Pellejo testvérek: Carlos és Emilio
- Medveölő (Baumann, a sziúknál Mato Poka)
- Medveölő fia, Martin
- Gibson, ügyvéd
- Wallace, kereskedő
- Sanna, néger asszony

## Képregény
Karl May regényét Feyér Balázs dolgozta fel képregény formában, melyet először a Füles közölt folytatásokban az 1976. év 41. számától az 1977. év 3. számáig.